# 4842 Atsushi
4842 Atsushi (1989 WK) là một tiểu hành tinh vành đai chính được phát hiện ngày 21 tháng 11 năm 1989 bởi Seiji Ueda và Hiroshi Kaneda ở Kushiro.